# 54th Platoon
54 Platoon là một nhóm nhạc rap người Mỹ bài gồm những nghệ sĩ chỉ ký hợp đồng với thời gian ngắn ngủi FUBU Records. Nhóm bao gồm bốn thành viên; JS, TL, Big Nut và Nu Black, tất cả đều đến từ New Orleans. Họ lần đầu tiên phát hành hai album độc lập vào năm 1999 và 2000 mang tên From Then... Till Now và Downtown Symphony (Now... Till Forever), trước khi gia nhập FUBU vào năm 2001. Nhóm xuất hiện trong album tổng hợp của FUBU, The Good Life, hợp tác với Nas và Nate Dogg trên đường đua "Good Life". Một năm sau, họ đã phát hành album đầu tay All or Nothin. Album được xếp hạng trên 3 bảng xếp hạng Billboard, bao gồm hạng 21 trên bảng xếp hạng Top R&B/Hip-Hop Albums, nhưng album không thành công về mặt thương mại. Năm 2003, FUBU Records đóng cửa và nhóm tan rã.

## Danh sách đĩa nhạc
| Năm  | Tiêu đề                                                       | Vị trí cao nhất | Vị trí cao nhất  | Vị trí cao nhất  |
| Năm  | Tiêu đề                                                       | U.S. R&B        | U.S. Heatseekers | U.S. Independent |
| ---- | ------------------------------------------------------------- | --------------- | ---------------- | ---------------- |
| 2002 | All or Nothin' - Phát hành: 24 tháng 9, 2002 - Nhãn đĩa: FUBU | 21              | 2                | 6                |